# Alberto López Mullor
Alberto López Mullor (Barcelona, 8 de julio de 1952-Barcelona, 6 de abril de 2017) fue un arqueólogo, investigador y profesor universitario español.

## Biografía
Estudió en las escuelas públicas del barrio de Sants, donde nació, y en 1969 ingresó en la Facultad de Filosofía y Letras de la Universidad Autónoma de Barcelona, instalada entonces, antes de construirse el campus de Bellaterra, entre los muros del monasterio de Sant Cugat del Vallès. Aún estudiante, obtuvo sucesivas becas de la Diputación de Barcelona para hacer prácticas en el Museo Arqueológico de Barcelona y colaborar activamente en las excavaciones de Ampurias. Terminada la carrera en 1974, en la que recibió premio extraordinario de licenciatura, estuvo un tiempo en el Museo Arqueológico Nacional. De regreso a Barcelona, encadenó diversas becas del Ministerio de Educación y Ciencia e intensificó progresivamente su vinculación con el Museo Arqueológico de Barcelona, primero como investigador y más tarde como arqueólogo, además de ser profesor asociado del Departamento de Prehistoria e Historia Antigua de la Universidad Autónoma de Barcelona y en la Universidad de Gerona.
Ocupó plaza definitiva en el Museo Arqueológico barcelonés hasta 1984, bajo la dirección del doctor Eduardo Ripoll Perelló, a quien siempre consideró su maestro y quien dirigió años después en la Universidad Nacional de Educación a Distancia (1988), su tesis doctoral Las cerámicas romanas de paredes finas en Cataluña En 1984 fue nombrado responsable de lo que es el actual Servicio de Patrimonio Arquitectónico Local, SPAL, de la Diputación de Barcelona. A partir de este servicio es cuando López Mullor desarrolló con más amplitud se actividad investigadora y su producción científica. Así, promovió la aplicación del método arqueológico en las intervenciones en el patrimonio edificado; fue firme partidario de la arqueología global, dirigió o codirigió con su equipo de colaboradores un sinfín de excavaciones en yacimientos de época clásica y en edificios civiles, militares y religiosos de época medieval, moderna y contemporánea y fue el introductor del método Harris en España que consistía en la aplicación de la estratigrafía a la arqueología, añadiendo una cuarta dimensión, la temporal, a los estudios arqueológicos con el examen de los distintos niveles o capas de estratos y los objetos que se encuentran en cada una de ellas para su correcta datación. Experto en cerámica y arquitectura ibérica, romana y medieval, de 1984 a 2011 sus trabajos de campo abarcaron buena parte de los yacimientos situados en Cataluña, en especial en la provincia de Barcelona, desde Ampurias hasta el Monasterio de San Lorenzo de Bagá, de la villa romana de Els Ametllers al castillo de Cubelles en el Garraf. Fruto de sus investigaciones, y como firme defensor que era de la divulgación de la investigación arqueológica, publicó casi quinientos artículos científicos en revistas especializadas y difundió las excavaciones que dirigió, muchas de ellas a través de Quaderns Científics i Tècnics o Monografies, del propio SPAL, o en congresos o conferencias nacionales o internacionales.
López Mullor formó parte de diversos consejos de redacción de publicaciones científicas, entre las cuales se citan Informació Arqueològica y Empúries (Museo Arqueológico de Barcelona), Arqueología de la Arquitectura (CSIC-Universidad del País Vasco), Arqueología medieval o Quaderns d’Arqueologia i Història de la Ciutat (Museo de Historia de Barcelona).
Fue también miembro de diversas instituciones nacionales e internacionales como el Istituto Internazionale di Studi Liguri, la Société Française d'Étude de la Céramique Antique en Gaule, la Asociación Española de Arqueología Medieval, de la Association Internationale pour l'Étude des Céramiques Médiévales et Modernes en Méditerranée, la Associació Catalana per a la Recerca en Arqueología Medieval, la European Association of Archaeologists o la Sociedad de Estudios de la Cerámica Antigua en Hispania, entre otras. Igualmente, fue miembro de la Real Academia Catalana de Bellas Artes de Sant Jordi desde 1994.